# تجاوز گروهی ۲۰۱۹ حیدرآباد
تجاوز گروهی ۲۰۱۹ حیدرآباد (انگلیسی: 2019 Hyderabad gang rape) به پرونده تجاوز گروهی و قتل دامپزشک ۲۶ ساله در منطقه شمس‌آباد شهر حیدرآباد کشور هند اشاره دارد. عاملان جنایت به بهانه تعمیر موتور مقتول، وی را به داخل یک پارکینگ کنار جاده‌ای برده و پس از تجاوز به زن جوان وی را با ریختن بنزین به روی بدنش سوزانده و به قتل رسانده‌اند.